# Minyip
Minyip is een plaats in de Australische deelstaat Victoria en telt 524 inwoners (2016).
Het postkantoor, Minyip Post Office werd geopend op 1 mei 1875.
In Minyip is de televisieserie The Flying Doctors opgenomen. In de serie heette het plaatsje Coopers Crossing.